# Raponsje

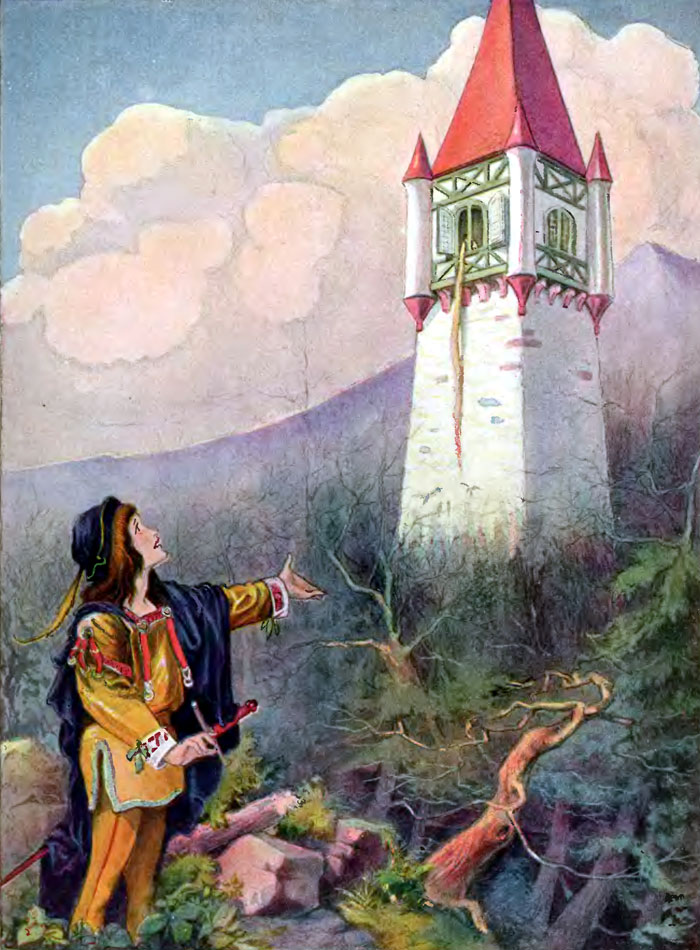
De prins vraagt Raponsje haar haren te laten zakken

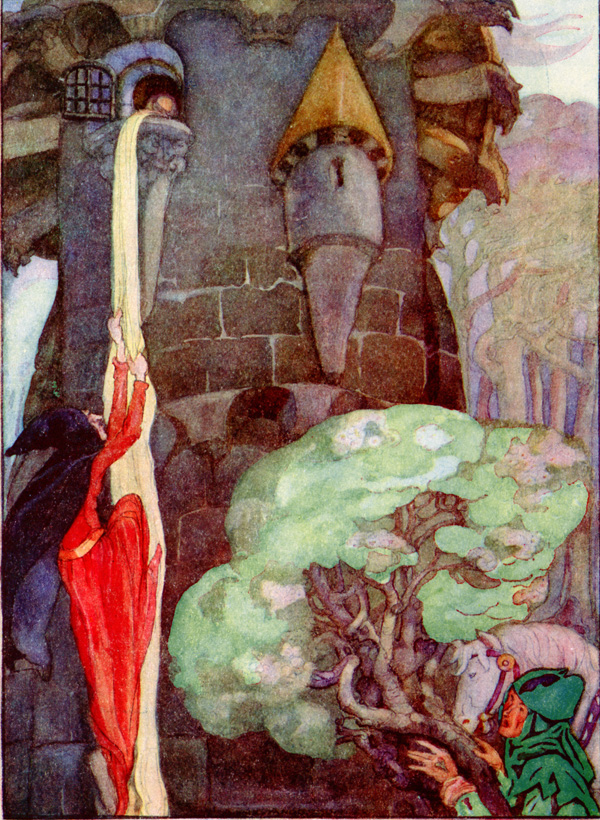
De heks klimt via de haren omhoog

Raponsje of Rapunzel is een sprookje uit Kinder- und Hausmärchen, de verzameling van de gebroeders Grimm, met als nummer KHM12.

## Het verhaal
De moeder van Raponsje ziet tijdens haar zwangerschap raponsjes in de tuin van de buurvrouw. Ze laat haar man die vervolgens stelen. Hij wordt echter betrapt door de buurvrouw, een heks. Zij dwingt af dat hij haar als boetedoening het ongeboren kind belooft. Direct na de geboorte wordt dit meisje door de heks meegenomen. Als ze twaalf jaar wordt sluit de heks haar op in een hoge toren.
De heks kan alleen bij Raponsje komen langs haar haar, dat zo lang is dat het vanuit de toren tot aan de grond reikt. Later lukt het een prins, door haar gezang gelokt, ook naar boven te klimmen. Als de heks daarachter komt, wordt het haar van Raponsje afgeknipt en wordt ze verbannen naar een woestenij.
De heks wacht de prins in de toren op; die schrikt en valt uit de toren in een doornstruik, waarop hij blind wordt. Hierna dwaalt hij door de wereld en komt op een dag Raponsje tegen. Haar tranen laten hem weer zien. Ze heeft inmiddels een tweeling (een jongen en een meisje) ter wereld gebracht. Waarop de prins zijn familie meeneemt naar zijn eigen rijk.

## Achtergronden bij het verhaal
- Al in de Griekse mythologie kwam een soortgelijk verhaal voor, ook Danaë werd zwanger ondanks haar opsluiting in een toren.
- Het sprookje komt uit Kleine Romane van Friedrich Schulz, 1790.
- Verwante verhalen zijn Petrosinella uit de Pentamerone en de Oudnoorse sage van de Elfenkoning.
- Raponsje wordt net als Repelsteeltje (KHM55) gezien als een verhaal over het volwassen worden. Met twaalf werd men als vrouw in het verleden als zodanig gezien. Als men trouwde werden de haren geknipt.
- Waarschijnlijk gaat wat betreft de "raponsjes" om de plant Rapunzelklokje - Campanula rapunculus (ook wel Rapuntsel of Raponce genaamd), waar men vroeger de wortel (raap) en ook de bladeren van at.[1][2] Een andere benaming voor de plant is repelsteeltje, zie ook het gelijknamige sprookje Repelsteeltje (KHM55).
- Het sprookje is nu gekuist, om als kinderverhaal geschikt te zijn. Raponsje verraadt zich door te vragen waarom de heks zoveel zwaarder is dan de prins, om naar boven te trekken. In eerdere versies verraadde de prinses zich door te vragen waarom haar kleding steeds strakker ging zitten, na de bezoeken van de prins (zwangerschap).
- Ook in Van de wachtelboom (KHM47) wordt een zwangerschap symbolisch beschreven.
- De heks was in eerdere drukken een fee.
- De heks heet in oudere versies Frau Gothel, wat peettante betekent.
- Het wonen in de toren of bovenkamer, vergelijk Doornroosje (KHM50), kan gezien worden als het ontdekken van het denken.
- Ouders die hun kind geven om aan een kortetermijnbehoefte te voldoen komen ook voor in Repelsteeltje (KHM55) en De waternimf in de vijver (KHM181).
- Overhaast iets beloven wat diegene bij thuiskomst het eerste tegemoetkomt, komt voor in het Bijbelverhaal Richteren 11 (over Jefta), De zingende springende leeuwerik (KHM88), De koning van de gouden berg (KHM92), Hans mijn egel (KHM108). Ook komt het thema voor in de kindersage De drie groene twijgen (KHM206) en in Het meisje zonder handen uit Sprookjes uit de Lage Landen.
- In De geduldsteen worden twee jongens en een meisje geboren, de moeder wordt beschuldigd van kindermoord en de vader ziet pas laat zijn vergissing in. Dit komt ook voor in Het kind van Maria (KHM3).
- In de Ramayana wordt Sita meegenomen door Ravana. Als ze door Rama en zijn broer Lakshmana wordt bevrijd, wordt er getwijfeld aan haar eerbaarheid. Lakshmana raakt dodelijk gewond en kan alleen genezen worden met een speciaal kruid wat op de Himalaya groeit, Hanuman neemt dan de hele berg mee en Lakshmana wordt genezen. In enkele versies van het verhaal verstoot Rama Sita. Sita werpt zich op de brandstapel, maar wordt door Agni gespaard. Toch verstoot Rama haar, omdat ze veertien jaar in de harem van een ander heeft gewoond. Ze bevalt van een tweeling en pas veel later, als Sita al gestorven is, ontdekt Rama zijn eigen zonen in de wildernis en beseft dat Sita hem altijd trouw is gebleven.

## Trivia
- Het sprookje is verfilmd door Disney onder de titel Tangled. Rapunzel is hierin ingesproken door Mandy Moore, en door Kim-Lian van der Meij in het Nederlands.
- Het sprookje is ook te vinden in het Sprookjesbos in de Efteling.
- Een parodie op Rapunzel verschijnt in de film Shrek the Third (2007), uiteindelijk blijkt Rapunzel hierin een verrader te zijn met een pruik. Ze is ingesproken door Maya Rudolph, en door Lottie Hellingman in de Nederlandse nasynchronisatie.
- Zangeres Emilie Autumn heeft een liedje over dit sprookje geschreven, genaamd Rapunzel.

## Afbeeldingen

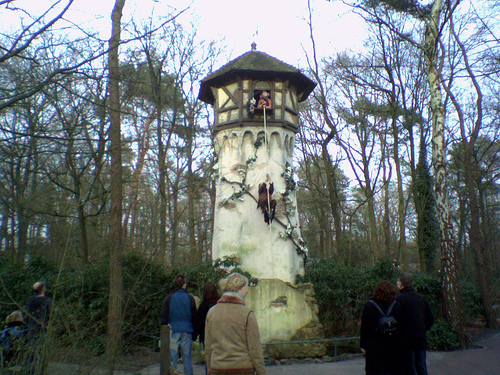
De toren van Raponsje in het Sprookjesbos.
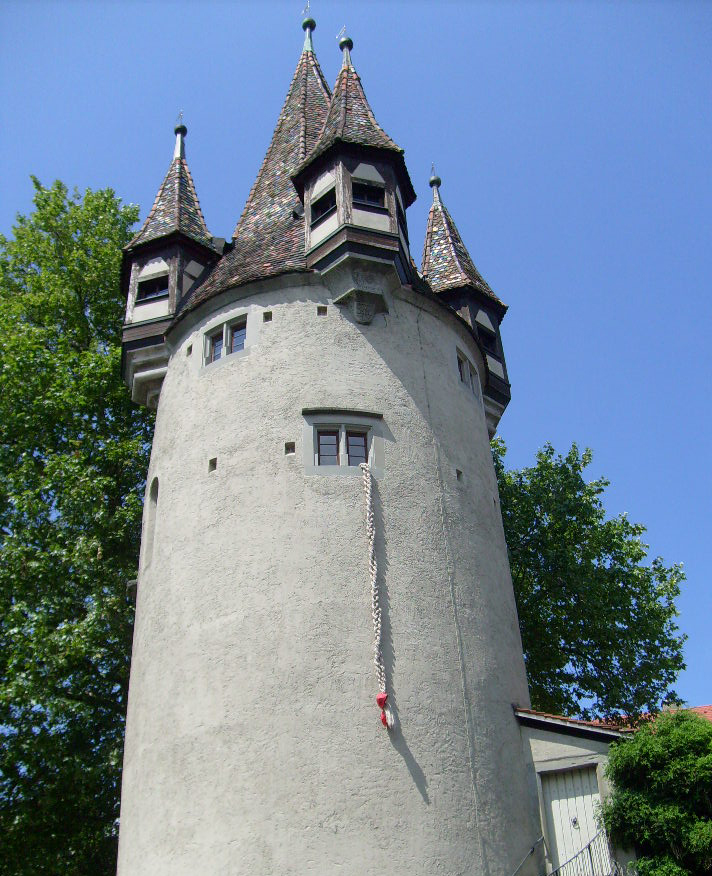
De toren van Raponsje in Lindau
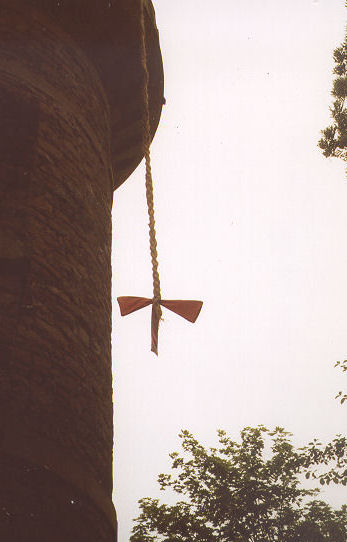
De toren van Raponsje in Ludwigsburg
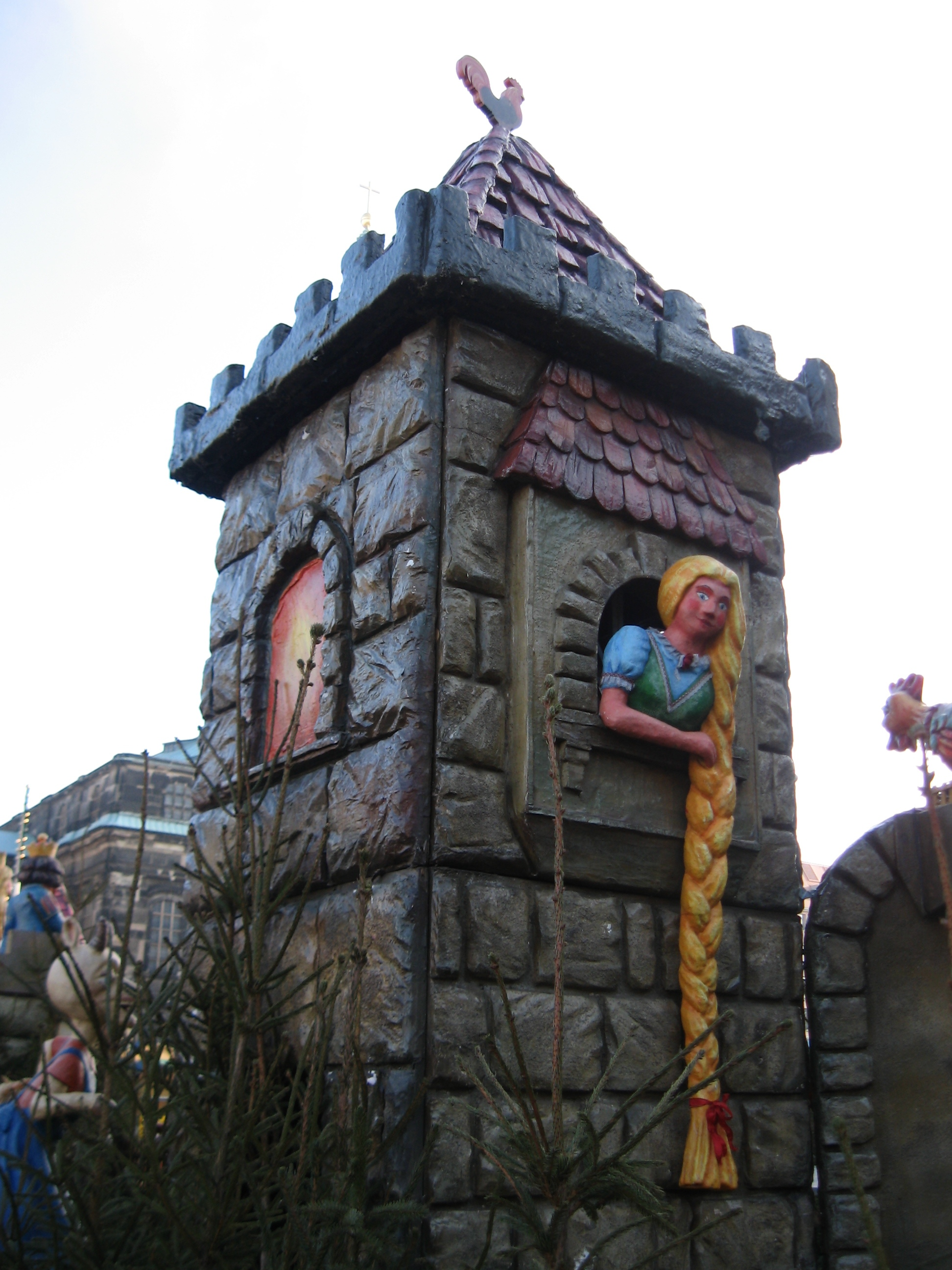
De toren van Raponsje in Dresden